# Joan Curto i Pla
Joan Curto i Pla (Tortosa, Baix Ebre, ca. 1909 - Tarragona, Tarragonès, 20 d'octubre de 1939), fou un periodista i militar tortosí.
No se sap la seua data exacta de naixement, però sabem que va ser inscrit al registre civil el 16 de febrer de 1909, segons publicava l'endemà el diari El Restaurador. Es va casar amb Marina Daufí i Segura, mestra a les escoles de Roquetes i també redactora de El Pueblo, l'1 de setembre de 1934. El 18 de maig de 1936 fou nomenat director de El Pueblo, càrrec que va ostentar fins al 29 de desembre d'aquell mateix any.
A finals de desembre del 1936, Curto es va incorporar a l’exèrcit republicà com a sergent (aconseguí el rang de tinent l'abril de 1937 i el de capità el 18 d'octubre de 1938), i durant la guerra va lluitar en diversos fronts d’Aragó i d’Andalusia. Cap al final de la guerra, l'aleshores ja capità Curto Pla i el seu assistent Diego Vigorra Rico van ser capturats per les tropes franquistes i internats al camp de concentració  ubicat a l’antic monestir de San Bernardo, els afores de Toledo. Va aconseguir tornar a Tortosa, però fou detingut el 7 d’abril del 1939 a la Raval de Cristo, i internat al convent de la Puríssima de Tortosa, que llavors funcionava com a presó i camp de concentració. Curto i Pla s'hi va estar fins al 5 de juny del 1939, quan s'ordenà el seu trasllat a la presó de Pilats de Tarragona. Fou sotmès a Consell de Guerra el 20 de juny de 1939, on va ser condemnat a mort, i afusellat el 20 d'octubre del mateix any a la muntanya de l'Oliva de Tarragona.